# Cyclopterana reducta
Cyclopterana reducta är en fjärilsart som beskrevs av Antonius Johannes Theodorus Janse 1964. Cyclopterana reducta ingår i släktet Cyclopterana och familjen snigelspinnare. Inga underarter finns listade i Catalogue of Life.